# Victor Ciutacu
Victor Ciutacu (n. 15 mai 1970, Sinaia, România) este un jurnalist român de origine evreiască, redactor șef la cotidianul Jurnalul Național și fost moderator al emisiunii Vorbe Grele, transmisă de postul de televiziune Antena 2 și Antena 3 vineri seara. În prezent lucrează la postul România TV.

## Biografie
În anul 1989 se mută la București și se înscrie la Universitatea Politehnica din București.
Între 1993-1995 era jurnalist la ziarul Meridian, iar din 1995 începea să lucreze în cadrul departamentului politic al ziarului Curierul Național. Lucra și la ziarul Adevărul, era consilier la APAPS și consilier al Ministrului Economiei, conservatorul Codruț Șereș.
Lucra ca editorialist și redactor-șef la Jurnalul Național. Este moderatorul emisiunii Vorbe Grele, unde are de obicei ca invitați,
politicieni.
Victor Ciutacu era un invitat frecvent al emisiunii Sinteza Zilei, moderată de Mihai Gâdea.
În martie 2013, Victor Ciutacu a decis să părăsească Intact Media Group (A3) și să se angajeze la postul România TV. Emisiunea este Punctul culminant.

## Conflicte
În octombrie 2015, ziarista Sorina Matei a fost obligată de instanță să-i plătească lui Ciutacu daune de morale în valoare de 3.000 de lei.

### Interviuri
- Victor Ciutacu: Stiu ca sunt arogant si genial, dar imi place sa mi-o spuna si altii! Arhivat în 1 februarie 2014, la Wayback Machine., 11 ianuarie 2013, Eveline Pauna, Revista Tango
- Victor Ciutacu: Ghinionul meu a fost ca am fost Favoritul si al lui Tinu si al lui Popescu. Iar la Adevarul nu exista alta varianta decat sa fii ori cu Tinu, ori cu Popescu Arhivat în 1 februarie 2014, la Wayback Machine., 14 ianuarie 2013, Eveline Pauna, Revista Tango
- Victor Ciutacu: Am fost dintotdeauna foarte constient de valoarea mea Arhivat în 1 februarie 2014, la Wayback Machine., 15 ianuarie 2013, Eveline Pauna, Revista Tango
- Victor Ciutacu: Intre mine si Basescu a fost si, probabil, va ramane o chestie personala Arhivat în 1 februarie 2014, la Wayback Machine., 16 ianuarie 2013, Eveline Pauna, Revista Tango
- Victor Ciutacu - Despre moguli si alti demoni Arhivat în 1 februarie 2014, la Wayback Machine., 17 ianuarie 2013, Eveline Pauna, Revista Tango
- Victor Ciutacu: Beau un sprit, beau o bere, la curve nu ma duc… Arhivat în 1 februarie 2014, la Wayback Machine., 18 ianuarie 2013, Eveline Pauna, Revista Tango